# Besnyei György
Nagymegyeri Besnyei György (Nagymegyer, 1675 vagy 1676 – 1749. április 9.) református bibliafordító és mátyusföldi esperes. Takács Ádám lelkész nagyapja, Karacs Teréz ükapja.

## Élete
A keleti nyelvekben volt járatos. Farkasdi, kamocsai, majd madari prédikátor volt (1737-től.) Midőn mint madari lelkész a tilalom ellenére Komáromban papi öltözetben megjelent és talán a protestantizmust is terjesztette, elfogták, és valamelyik határszéli várban szabadságvesztés-büntetését töltötte, mígnem a felesége közbenjárására szabadon bocsátották. 

## Művei
- Kis biblia az az a szent Dávid százötven zsoltarainak könyve. Miapolisban, 1740. (Zsidó nyelvből fordítva.)
- Keresztényi közönséges könyörgések. Hely és év n. (Irattak Madaron 1743.)
- Háborui könyörgések. H. n., 1745.
- Kézirati munkája: Szent Biblia az az Ó és Uj Testamentomi Szent Irás az eredeti zsidó, káldi, görög nyelvből magyarul leirt maga és mások hasznára Madaron 1737. (Végrendeletileg a debreceni református iskolának hagyta és Weszprémi által 1749-ben beíratott a katalógusba; az Ótestamentum 63 ív 1006 l., az Újtestamentum 21 1/2 ív 344 lap.)
- Valesius János Antal nagykeszi prédikátorhoz fontos levelet írt 1744. február 29. Madarról, melyet az Egyházi Almanak (Pest, 1820) említ, ahol aláírásának hasonmása is van.